# Nyctanassa violacea
El martinete coronado, martinete cabecipinto, guaco manglero, huairavo de corona amarilla, garza nocturna coroniclara, garza nocturna sabacú, guanabá real, yaboa común en Puerto Rico (Nyctanassa violacea) es una especie de ave pelecaniforme de la familia Ardeidae propia de América. Es la única especie sobreviviente del género Nyctanassa. El martinete de las Bermudas (Nyctanassa carcinocatactes) es una especie extinta. Anteriormente se clasificaban en el género Nycticorax.
Son aves que se caracterizan por su mayor actividad nocturna que el resto de garzas. Se alimentan de pequeños animales fundamentalmente acuáticos a los que capturan en zonas de aguas someras.

## Subespecies

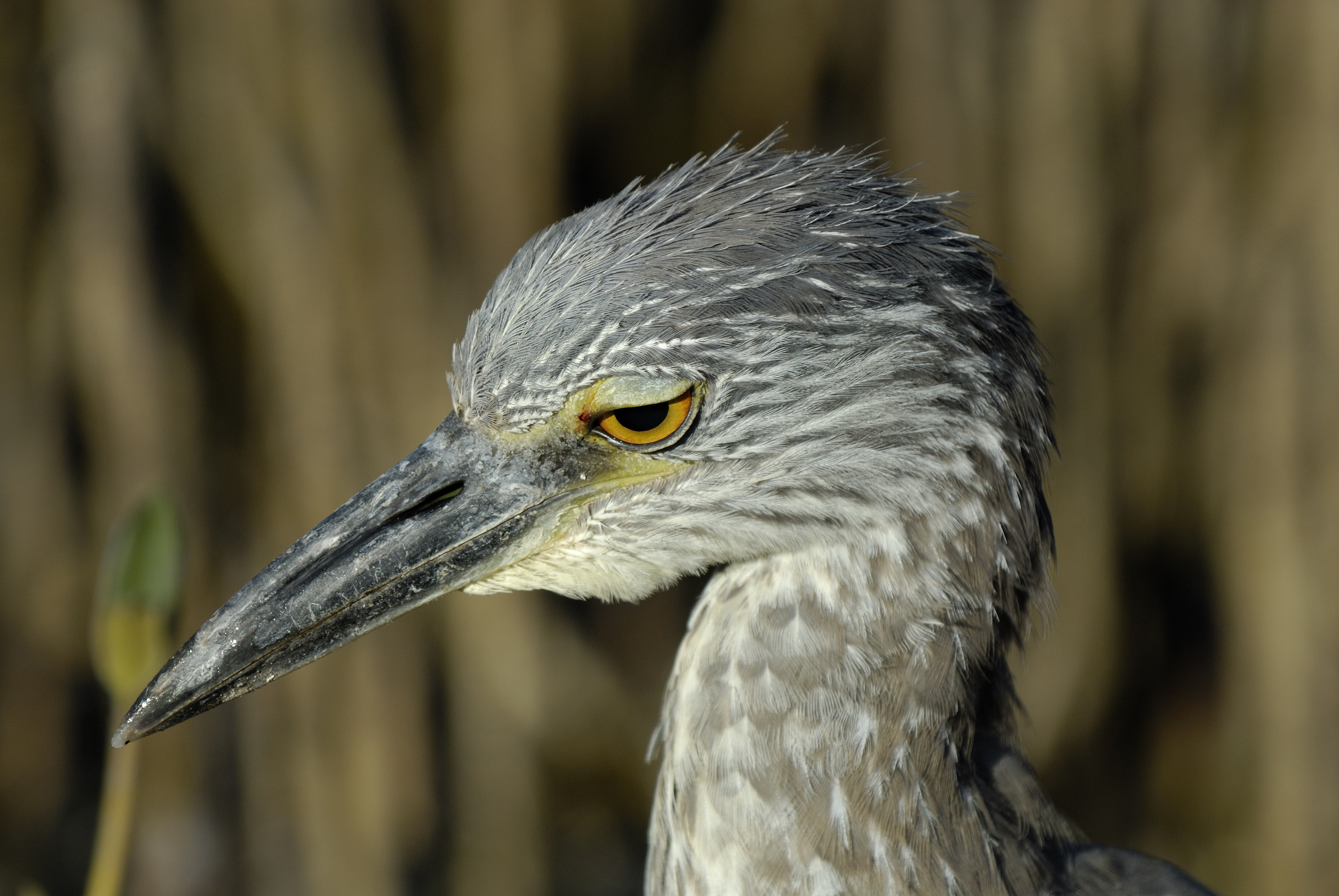
Especie Joven de Nyctanassa violacea, Sanibel Island

Se conocen cinco subespecies de Nyctanassa violacea:
- Nyctanassa violacea bancrofti Huey, 1927
- Nyctanassa violacea caliginis Wetmore, 1946
- Nyctanassa violacea cayennensis (Gmelin, 1789 )
- Nyctanassa violacea pauper (Sclater, P.L. & Salvin, 1870)
- Nyctanassa violacea violacea (Linnaeus, 1758)